# Comuna Șincai, Mureș
Șincai, mai demult Șamșond, (în maghiară Mezősámsond) este o comună în județul Mureș, Transilvania, România, formată din satele Lechincioara, Pusta, Șincai (reședința) și Șincai-Fânațe.

## Demografie
Componența etnică a comunei Șincai
     Români (58,91%)
     Maghiari (35,49%)
     Romi (2,6%)
     Alte etnii (0%)
     Necunoscută (3%)
Componența confesională a comunei Șincai
     Ortodocși (56,04%)
     Reformați (32,76%)
     Romano-catolici (4,14%)
     Greco-catolici (1,87%)
     Alte religii (1,8%)
     Necunoscută (3,4%)
Conform recensământului efectuat în 2021, populația comunei Șincai se ridică la 1.499 de locuitori, în scădere față de recensământul anterior din 2011, când fuseseră înregistrați 1.622 de locuitori. Majoritatea locuitorilor sunt români (58,91%), cu minorități de maghiari (35,49%) și romi (2,6%), iar pentru 3% nu se cunoaște apartenența etnică. Din punct de vedere confesional, majoritatea locuitorilor sunt ortodocși (56,04%), cu minorități de reformați (32,76%), romano-catolici (4,14%) și greco-catolici (1,87%), iar pentru 3,4% nu se cunoaște apartenența confesională.

## Politică și administrație
Comuna Șincai este administrată de un primar și un consiliu local compus din 11 consilieri. Primarul, Vasile-Valentin Făgăraș[*], de la Partidul Național Liberal, este în funcție din 1 noiembrie 2024. Începând cu alegerile locale din 2024, consiliul local are următoarea componență pe partide politice:
|  | Partid                                 | Consilieri | Componența Consiliului | Componența Consiliului | Componența Consiliului | Componența Consiliului |
|  | -------------------------------------- | ---------- | ---------------------- | ---------------------- | ---------------------- | ---------------------- |
|  | Partidul Național Liberal              | 4          |                        |                        |                        |                        |
|  | Uniunea Democrată Maghiară din România | 3          |                        |                        |                        |                        |
|  | Partidul Social Democrat               | 3          |                        |                        |                        |                        |
|  | Alianța pentru Unirea Românilor        | 1          |                        |                        |                        |                        |

## Imagini

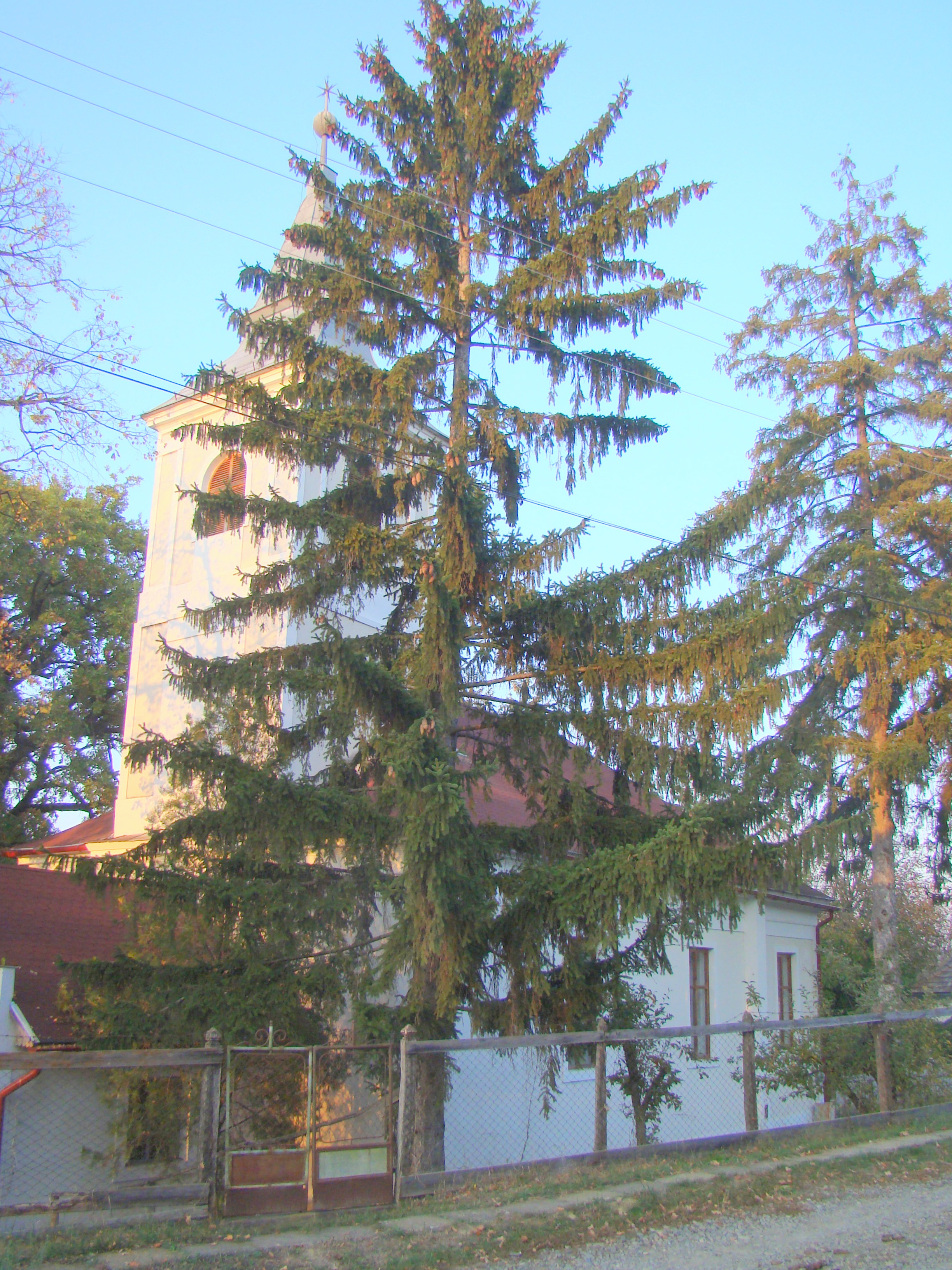
Biserica reformată (1845)
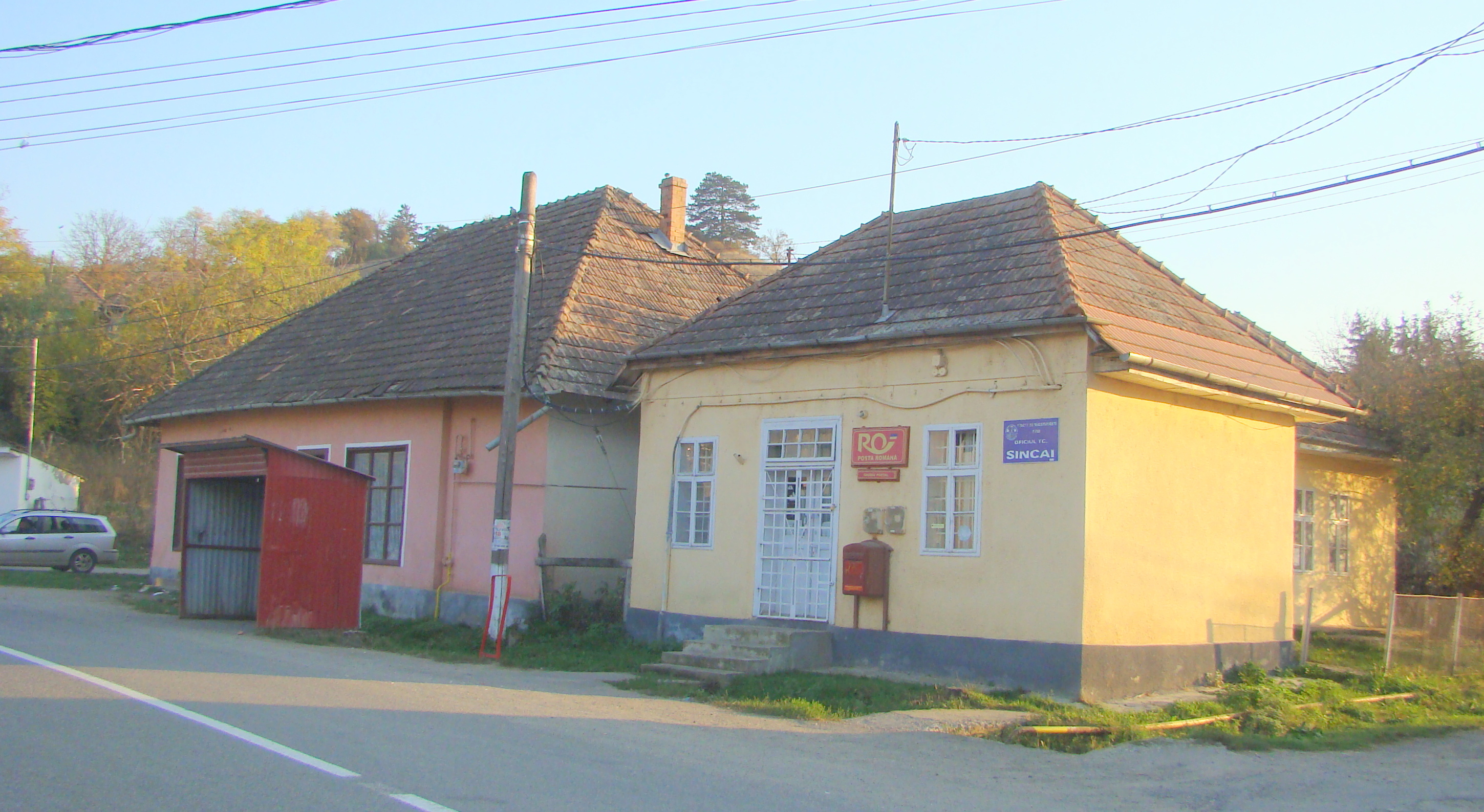
Oficiul poştal
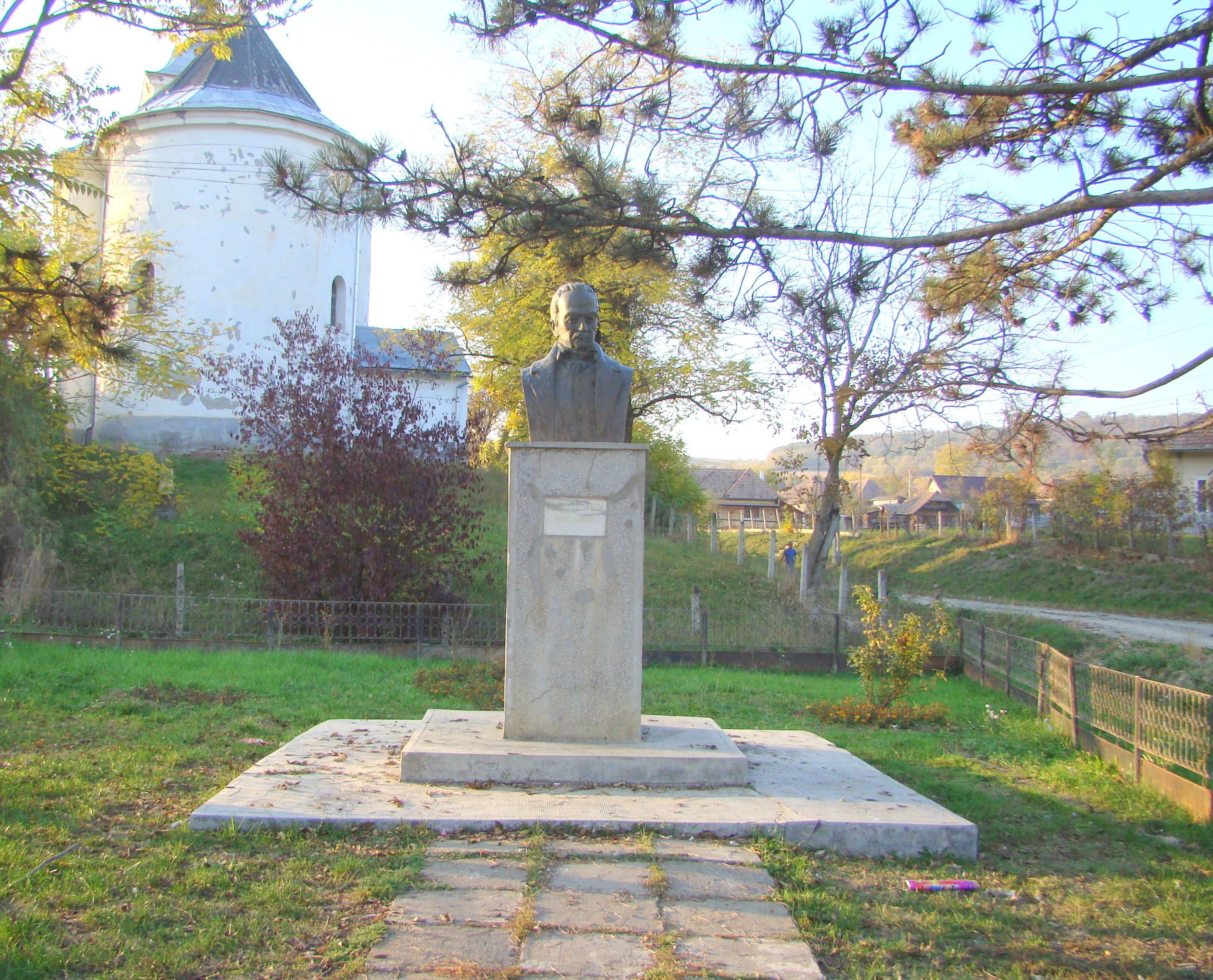
Bustul lui Gheorghe Șincai
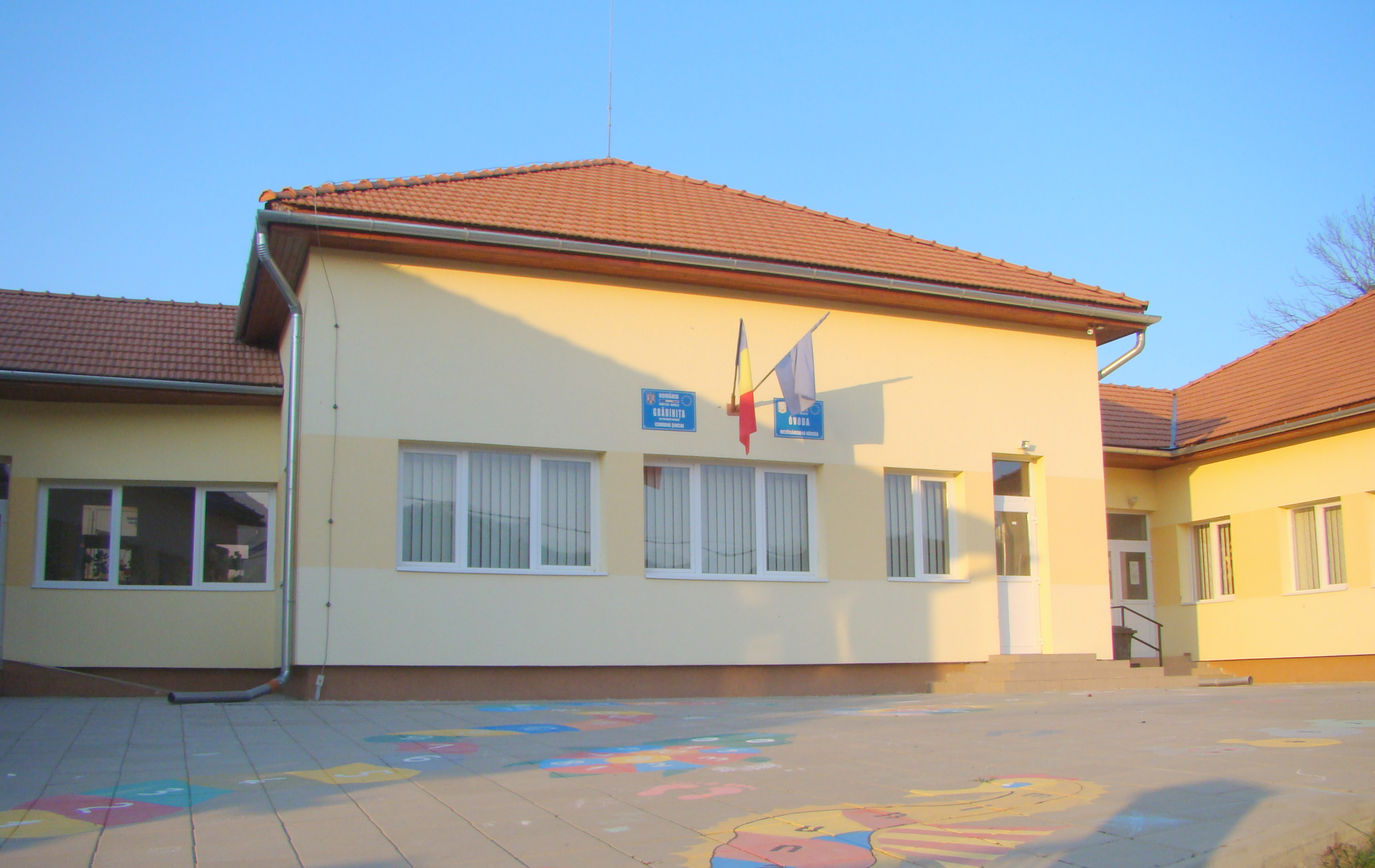
Grădinița
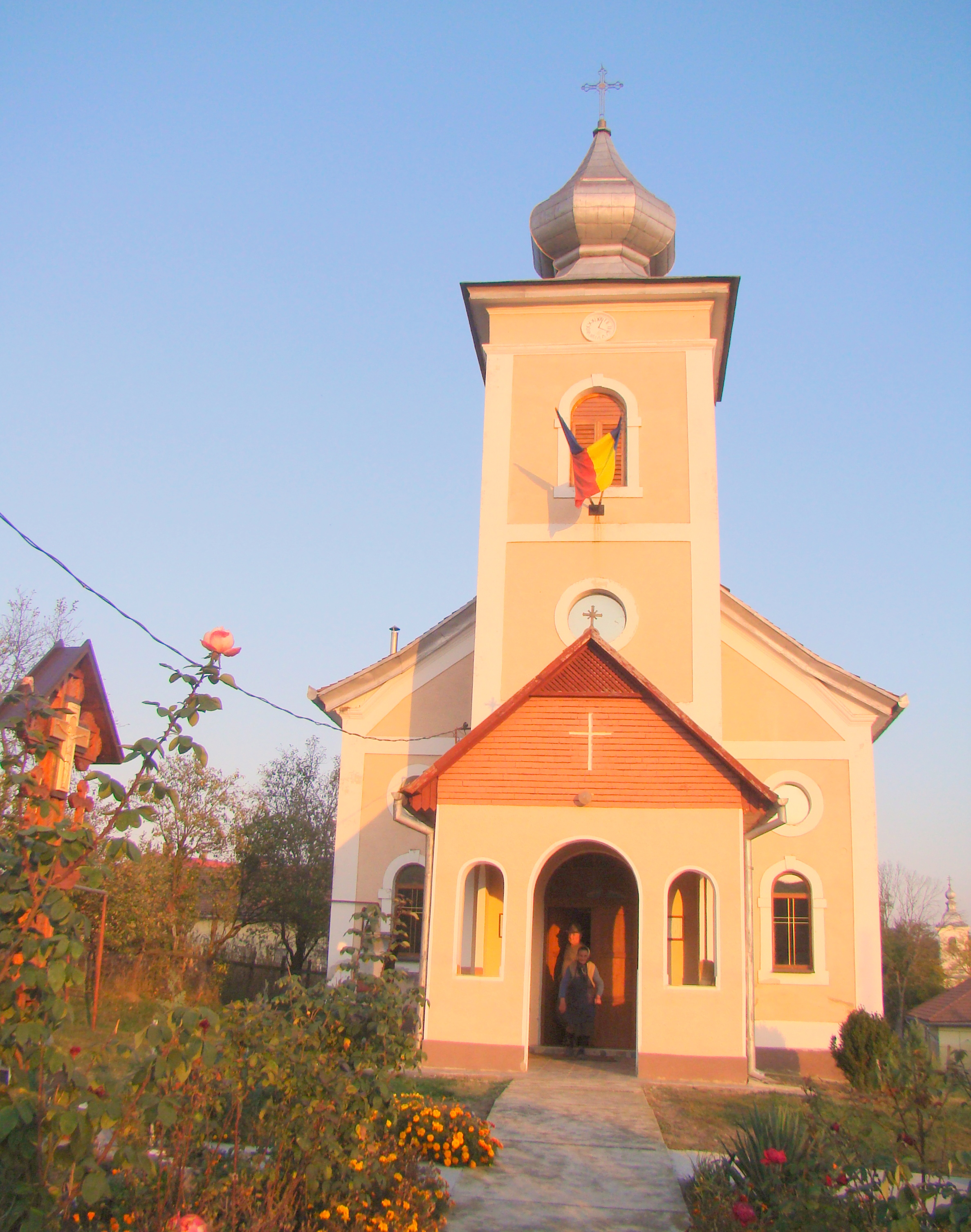
Biserica ortodoxă